# Ларсар
Ларсар (перс. لارسر) — село в Ірані, у дегестані Зіябар, у Центральному бахші, шагрестані Совмее-Сара остану Ґілян. За даними перепису 2006 року, його населення становило 257 осіб, що проживали у складі 69 сімей.

## Клімат
Середня річна температура становить 14,21 °C, середня максимальна – 27,88 °C, а середня мінімальна – -0,10 °C. Середня річна кількість опадів – 810 мм.
| Клімат поселення                              | Клімат поселення | Клімат поселення | Клімат поселення | Клімат поселення | Клімат поселення | Клімат поселення | Клімат поселення | Клімат поселення | Клімат поселення | Клімат поселення | Клімат поселення | Клімат поселення | Клімат поселення |
| Показник                                      | Січ.             | Лют.             | Бер.             | Квіт.            | Трав.            | Черв.            | Лип.             | Серп.            | Вер.             | Жовт.            | Лист.            | Груд.            |                  |
| Середній максимум, °C                         | 10,15            | 10,37            | 12,41            | 17,74            | 22,18            | 25,48            | 27,88            | 27,56            | 23,51            | 20,94            | 16,69            | 12,19            |                  |
| Середня температура, °C                       | 5,02             | 5,23             | 7,29             | 12,61            | 17,06            | 20,36            | 23,58            | 23,26            | 19,22            | 16,62            | 12,38            | 7,90             |                  |
| Середній мінімум, °C                          | −0,1             | 0,12             | 2,18             | 7,49             | 11,94            | 15,24            | 19,28            | 18,96            | 14,92            | 12,31            | 8,08             | 3,59             |                  |
| Норма опадів, мм                              | 82               | 66               | 68               | 53               | 39               | 24               | 13               | 37               | 83               | 124              | 102              | 119              |                  |
| Середньомісячна швидкість вітру, м/с          | 2.30             | 2.40             | 2.40             | 2.32             | 2.30             | 2.60             | 2.60             | 2.40             | 2.20             | 2.08             | 1.96             | 2.01             |                  |
| Середньомісячна сонячна радіація, кДж/м²·день | 6850             | 9017             | 11160            | 15859            | 20121            | 22868            | 23761            | 19998            | 16347            | 11122            | 8521             | 6520             |                  |
| --------------------------------------------- | ---------------- | ---------------- | ---------------- | ---------------- | ---------------- | ---------------- | ---------------- | ---------------- | ---------------- | ---------------- | ---------------- | ---------------- | ---------------- |
| Джерело:                                      |                  |                  |                  |                  |                  |                  |                  |                  |                  |                  |                  |                  |                  |